# Anisocentropus magnus
Anisocentropus magnus är en nattsländeart som först beskrevs av Banks 1931.  Anisocentropus magnus ingår i släktet Anisocentropus och familjen Calamoceratidae. Inga underarter finns listade i Catalogue of Life.